# Camp du Courneau
 (mars 2015).
Si vous disposez d'ouvrages ou d'articles de référence ou si vous connaissez des sites web de qualité traitant du thème abordé ici, merci de compléter l'article en donnant les références utiles à sa vérifiabilité et en les liant à la section « Notes et références ».
La nécropole du Natus se situe à proximité de ce qui fut le camp militaire du Courneau à La Teste-de-Buch en Gironde. Ce camp fut aménagé là, durant la Première Guerre mondiale pour « l'hivernage » (afin de les accueillir en période hivernale), des troupes de tirailleurs sénégalais en poste sur le front. Les conditions de vie, d'hébergement et surtout l'insalubrité des lieux ont favorisé la propagation d'épidémies durant l'hiver 1916-1917, entraînant la mort de plus de 900 soldats, des forces noires pour la plupart,. La liste nominative des soldats décédés peut être consultée en ligne sur le site des archives départementales de la Gironde (voir liens externes).  

## Définition

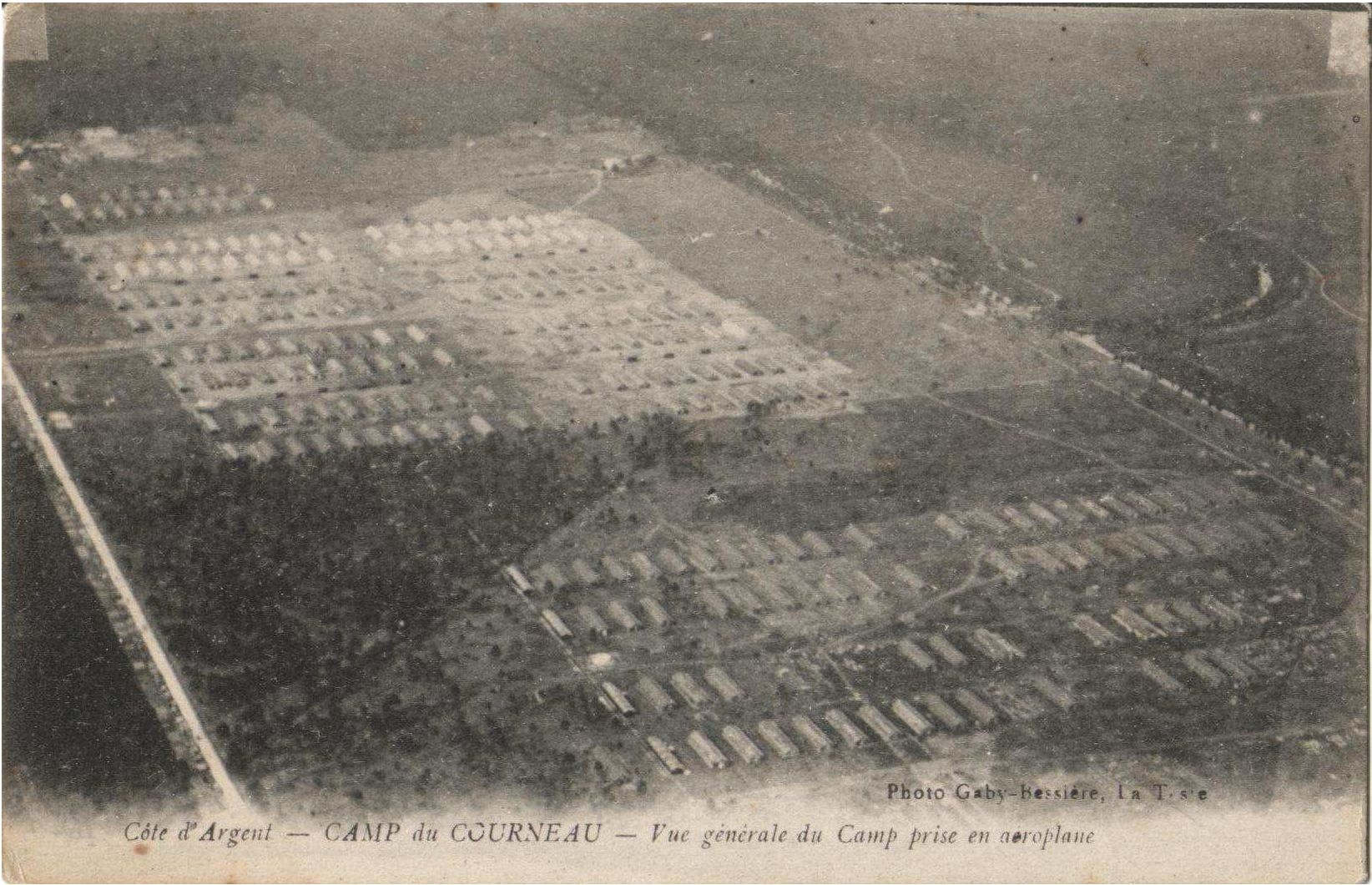
Camp du Courneau : vue générale du camp prise en aéroplane.

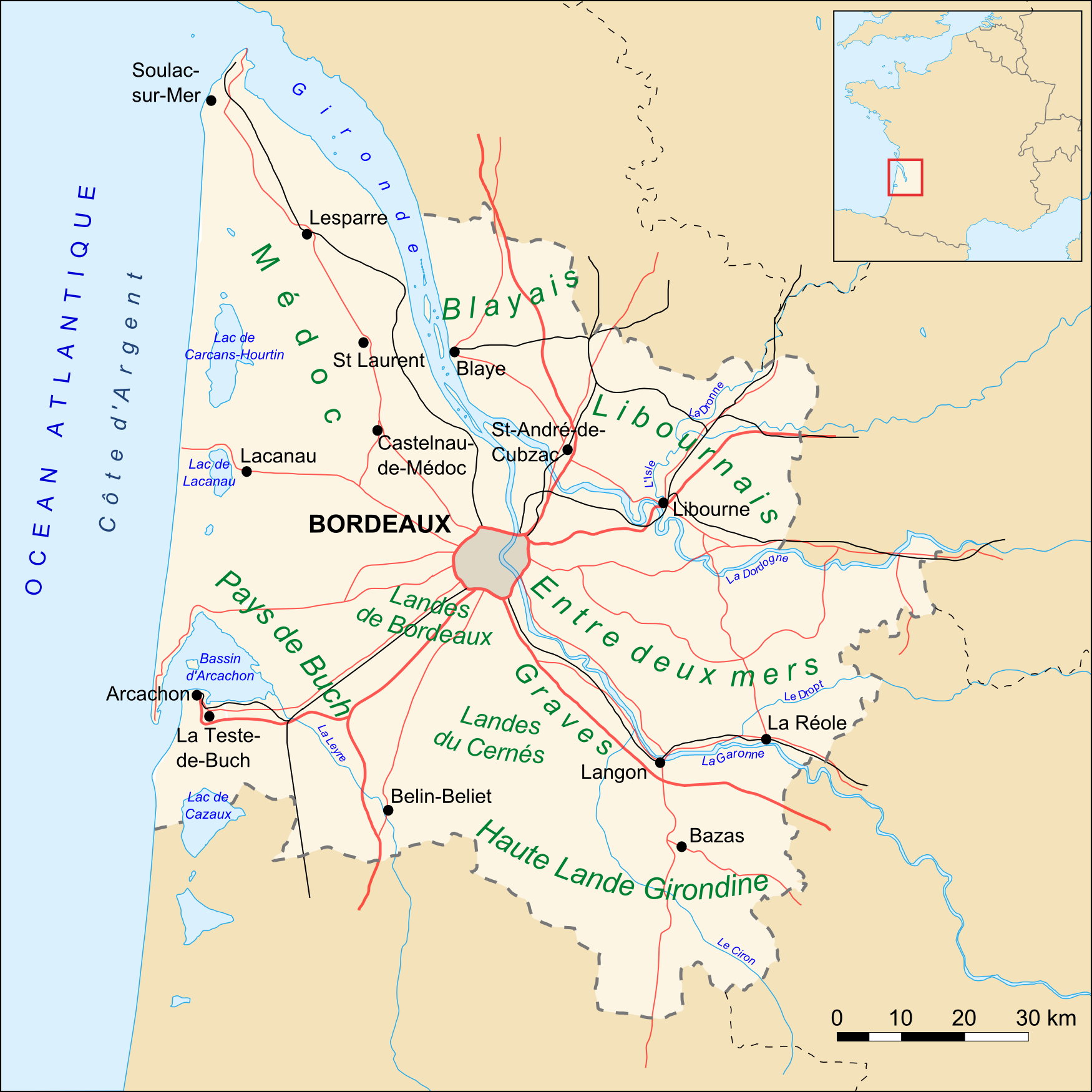
La Teste, en bas à gauche de la carte.

Une nécropole est un groupe de sépultures et d'ossuaires visant à recueillir les dépouilles de militaires défunts et permettre qu'on leur rende hommage. Elles ont un caractère plus ou moins monumental. Sur le territoire national français, elles sont organisées et entretenues sous l'Autorité du ministère des Anciens combattants pour celles qui contiennent des militaires français ou alliés. Contrairement aux cimetières, même si on y trouve fréquemment des croix monumentales, les nécropoles françaises ne contiennent généralement pas de lieux de culte.

## Histoire du camp

### Origines
Après une longue hésitation entre trois sites girondins, c’est le Courneau qui accueillit les tirailleurs sénégalais. Ce choix était dû en grande partie à la « salubrité du lieu », mais aussi à la possibilité de la fourniture d'eau potable par la canalisation Cazaux - Arcachon, et à la liaison facile par route et voie ferrée avec la gare la plus proche, celle de La Teste, reliée à Bordeaux. L'emplacement géographique présentait un atout supplémentaire : une relation directe avec l'Afrique subsaharienne. Les travaux commenceront début mars 1916.

### Situation générale
Le camp était situé de part et d’autre de la route reliant La Teste et Cazaux, à hauteur de la halte ferroviaire du Courneau. Une surface plane et arborée a été aménagée pour le construire.
La partie Ouest du camp reçut le commandement, le magasin des subsistances, et un dépôt de munitions, etc.
La partie Est, d'une superficie de 160 hectares, était composée de deux camps.
Le camp Nord comprenait neuf groupes de dix baraquements :
- un groupe abritait le 72e BTS (bataillon de dépôt) ;
- les huit autres pouvaient recevoir huit bataillons de 1 000 hommes.

Il était complété par un hôpital de 950 lits avec deux annexes pour petits et grands contagieux.
Le camp Sud était composé de huit groupes de baraquements, chaque groupe pouvant recevoir un bataillon de 1 250 hommes (bataillon auquel s'ajoutait une compagnie de mitrailleuses).
Le camp comprenait également deux champs de tir de 100  et   400 mètres de longueur et un terrain de manœuvre, qui étaient situés à l'est du camp et n'en étaient séparés que par le canal. Cette aire de manœuvre mesurait de 7  à   800 mètres de long et environ 600 mètres de large.
Six citernes, alimentées en eau potable par un piquage sur l'amenée d'eau, étaient mises en charge par des motopompes (il ne faut pas oublier que le camp est situé au niveau du lac). Elles fournissaient l'eau aux diverses cuisines et à l'hôpital. Une station de javellisation située en amont sur l'amenée rendait cette eau potable.

### La vie au camp
Rapidement, les conditions de vie se révélèrent très difficiles, contrairement à ce qui avait été envisagé, et ce pour plusieurs raisons. Les baraquements résistaient mal aux intempéries (pluie et grêle perçaient les toitures faites de carton bitumé), le sol ne pouvait absorber toute l’eau des eaux pluviales. Le commandant du camp, à la suite de la visite de divers médecins-majors militaires, fit isoler les toitures des baraquements par une couverture de chaume et les parois intérieures par des panneaux de brande, et fit creuser des puisards et des fossés de drainage. Largement déboisée, la zone était désormais très venteuse et les conditions climatiques de l'hiver 1916-1917, pluvieux et froid (entre 1,1° et 7,9° en moyenne journalière sur les trois premiers mois) furent assez rudes. 
Dès l’arrivée des soldats, les premiers cas d'affections pulmonaires apparurent et tournèrent rapidement à l'épidémie, mortelle pour la plupart des soldats. Entre fin avril 1916 et décembre 1917 plus de 1200 tirailleurs décédèrent des suites de problèmes pulmonaires. La pneumonie, principale cause de la mortalité, était présente dans les camps africains et aussi dans tous les camps français et nord africains, mais, en proportion, on mourait deux fois plus au Courneau que dans les autres camps de métropole.

## Dimension politique
Justin Godart, sous-secrétaire d’État au service de Santé militaire, était un civil, il inspirait donc la méfiance des militaires. À la suite de la propagation des maladies, il se trouva confronté à deux choix : évacuer le camp du Courneau ou permettre au médecin-major Kerandel, médecin du camp du Courneau, d’étudier un vaccin contre le pneumocoque avec l’aide de l’Institut Pasteur. Le vaccin fut élaboré malgré les réticences de Justin Godart et la fermeture du camp ne fut plus envisagée. La campagne de vaccination débuta, sans véritable expérimentation préalable et se révéla inefficace.
Peu de voix se sont élevées à l'époque pour dénoncer les conditions d'hivernage déplorables. Blaise Diagne, député du Sénégal, dans son allocution à la Chambre des députés en décembre 1916, dénonça les conditions de vie déplorables des tirailleurs et encouragea une amélioration de celles-ci.
La Chambre des députés envoya au camp Édouard Lachaud, député de la Corrèze et membre de la Commission des Armées. Celui-ci établit un rapport des plus critiques, qu'il exposa le 31 mai 1917. Il réclama des sanctions exemplaires pour les personnes qui ont permis l'établissement du camp dans un lieu aussi humide et aussi malsain pour les troupes coloniales. Il dressa l'inventaire des mesures qui devaient être prises immédiatement pour rendre le camp viable.
Compte tenu de l’importance du coût de ces mesures, le Sénat s’opposa à tous travaux d’amélioration, demanda le retrait des troupes et leur départ vers les camps du Var ou ceux d’Afrique du Nord en juillet 1916.

### L'avenir du camp du Courneau
À la suite du départ des tirailleurs, 8 000 Russes, fidèles au gouvernement provisoire Kerenski, arrivèrent dans le camp mi-août 1917, afin de les éloigner des bolcheviques maximalistes de La Courtine et de leurs idées ultra révolutionnaires. Ils restèrent jusqu'à la fin de l'année 1917 ; après quoi les Américains leur succédèrent en janvier 1918 ; ils furent 15 000 artilleurs. Il leur fallut six mois pour réaménager le camp destiné à servir comme école d’artillerie : agrandissement de son périmètre, amélioration des baraquements, de la voirie et de l’hôpital, électrification de la zone. Le camp s’appela désormais « Camp Hunt ». Les Américains restèrent jusqu’en mars 1919, les baraques du camp furent vendues aux enchères en juillet 1920.

## La nécropole
Jusqu'en 1948, les dépouilles étaient dispersées dans différents cimetières et notamment celui d'Arcachon. Mais en raison du mauvais entretien des sépultures dans les différents cimetières, la municipalité de la Teste décida de rapatrier et d'enterrer les dépouilles des soldats du camp du Courneau dans une fosse commune à la nécropole du Natus et y ajouta les restes des soldats enterrés au cimetière de La Teste. 
Un mémorial est construit en 1967.
Dans cette nécropole reposent les corps de :
- plus de 940 tirailleurs sénégalais ;
- 12 soldats russes ;
- 2 soldats français.

Les corps d’autres soldats ayant séjourné dans le camp se trouvent dans les cimetières d’Arcachon, de Bayonne, de Bordeaux et de Mont-de-Marsan.